# Louis Pasteur Vallery-Radot
Pour les articles homonymes, voir Vallery-Radot et Pasteur.
Joseph Louis Pasteur Vallery-Radot, né le 13 mai 1886 à Paris 7e et mort le 9 octobre 1970 à Paris 8e, est un médecin et homme politique français, biographe de son grand-père Louis Pasteur et éditeur de ses œuvres complètes.

## Origines familiales et biographie
Il est le petit-fils de Louis Pasteur et de son épouse Marie. Sa mère, Marie-Louise Pasteur, a épousé René Vallery-Radot, collaborateur au journal Le Temps et à la Revue des deux Mondes, secrétaire du Président du conseil de la IIIe République Charles de Freycinet et petit-neveu du romancier Eugène Sue et de Gabriel-Marie Legouvé, de l'Académie française.

### Études et carrière médicale
Louis Pasteur Vallery-Radot effectue ses études secondaires au Lycée Louis-le-Grand de Paris, et ses études de médecine à la faculté de médecine de Paris.
En 1907, il est externe et en 1911 interne des hôpitaux de Paris. Il est médecin auxiliaire durant la guerre de 1914-1918, notamment lors de la bataille de l'Artois, colline de Lorette, où il tient un poste de secours.
Il est reçu docteur, prix de thèse, en 1918, puis médecin des hôpitaux de Paris en 1920. En 1927, il est professeur agrégé de médecine.
D'abord chef de service à Bicêtre, il l'est ensuite à Bichat en 1932, et à Broussais en 1946. Il donne leçons et conférences à Saint-Louis, à l'Institut Pasteur, et au Collège de France.
Il est élu en 1936 membre de l’Académie de médecine et est nommé en 1939 professeur à la faculté de Médecine de Paris. Il occupe la  chaire de pathologie médicale (1939), de thérapeutique médicale (1942), de clinique médicale (1945). Il est le professeur de Jean Hamburger et de Gabriel Richet.
Il est professeur honoraire en 1959. Décédé chez lui, 24, avenue Gabriel à Paris, le 9 octobre 1970, il est inhumé à Arbois (Jura).  Son épouse Jacqueline est décédée en 1986.

### Autres activités
Il œuvre à garder vivante la mémoire de son grand-père Louis Pasteur, annotant et publiant sa correspondance et lui consacrant plusieurs volumes. Enfin il consacre un volume au musicien Claude Debussy dont il avait été depuis sa jeunesse l’un des admirateurs les plus proches et les plus enthousiastes.
Il joue un rôle actif dans la Résistance en tant que président du comité médical de la Résistance. Il est même recherché par la Gestapo. En 1945, il est désigné par le général de Gaulle pour mener une mission diplomatique en Amérique latine avec la qualité d'ambassadeur. À la Libération il occupe les fonctions de secrétaire général à la santé. Il est brièvement député RPF de Paris sous la IVe République, du 17 juin 1951 au 20 mai 1952.
Le 12 octobre 1944, Louis Pasteur Vallery-Radot est élu à l’Académie française, en même temps que Louis de Broglie et André Siegfried, par 15 voix contre 2 bulletins blancs, au fauteuil d’Édouard Estaunié. Deux mois après la Libération de Paris, il s'agit de la première élection depuis l'invasion allemande. L'Académie, dont une douzaine de membres décédés n'avaient pas été remplacés depuis quatre ans, dont plusieurs autres vivent en exil ou sont emprisonnés, ne peut réunir ce jour-là que dix-sept votants, soit moins que le quorum exigé. Ces trois élections sont malgré tout considérées comme valables et les trois nouveaux académiciens pourront même prendre part aux élections suivantes avant d'avoir été reçus en séance solennelle. Louis Pasteur Vallery-Radot est reçu le 21 février 1946 par Georges Duhamel, et recevra lui-même, en 1967, le successeur de Georges Duhamel, Maurice Druon.
Il est membre du Conseil de l’ordre de la Légion d’honneur, dont il est fait grand-croix par le général de Gaulle en personne en 1959.
En 1959, il est nommé membre du Conseil constitutionnel (jusqu'en 1965) par son ami, le nouveau président de l'Assemblée nationale, Jacques Chaban-Delmas.
Membre du Haut Tribunal militaire créé le 27 avril 1961 par décision du général de Gaulle, en vertu de l'article 16 de la Constitution, il fait partie de cette juridiction lors du procès du général Jouhaud qui se déroule du 11 au 13 avril 1962 et qui condamne l'accusé à la peine de mort. Il est encore membre de cette juridiction qui juge le général Salan du 15 au 23 mai 1962 et qui le condamne à la détention criminelle à perpétuité. Ce verdict d’indulgence relative, qui met en fureur le général de Gaulle, est largement dû à Louis Pasteur Vallery-Radot. Ses relations de grande amitié  avec le général de Gaulle en furent définitivement affectées et ils ne se revirent plus.

## Travaux
Il remplit de nombreuses missions sanitaires internationales (Europe, Amériques, Japon, Afrique équatoriale française), surtout dans les années 1929-1938.
Ses recherches portent surtout sur les allergies et les maladies rénales. L'effet des antihistaminiques de synthèse est étudié dans son service en 1942, et en 1948, il propose avec Paul Milliez l'exanguino-transfusion, premier procédé d'épuration extra-rénale.
Il publie de nombreux articles et ouvrages à caractère scientifique, parmi lesquels plusieurs livres de réflexion sur la médecine, notamment en signalant les dangers de la spécialisation excessive « œillères que se mettent les médecins et les mènent parfois aux plus graves erreurs ».

## Titres et distinctions
- Grand-croix de la Légion d'honneur (membre du Conseil national de l'Ordre)
- Croix de guerre 1914–1918
- Médaille de la Résistance française avec rosette par décret du 3 aout 1946[10]
- Officier de l'Instruction publique
- Commandeur de l'ordre des Palmes académiques (1960)[11]
- Commandeur de l'ordre des Arts et des Lettres (1957)[12]
- Commandeur de l'ordre de la Santé publique
- Médaille de la Liberté (États-Unis)
- Grand officier de l'ordre national de la Croix du Sud (Brésil)
- Commandeur de l'ordre de Léopold (Belgique)
- Président du comité médical de la Résistance
- Docteur honoris causa des universités de Munich, Buenos Aires, Sao Paulo, Montréal, Santiago du Chili, Équateur, Athènes, Salonique, Jérusalem, etc.
- Membre d'honneur de la Royale Society of Medicine (Grande-Bretagne)

## Publications

### Histoire
- Œuvres de Pasteur, publication, 7 vol., 1924-1939
- Les plus belles pages de Pasteur, 1943
- Ce que la France a apporté à la médecine depuis le début du XXe siècle : conférences faites à la clinique médicale de l'hôpital Bichat pendant l'occupation allemande, avec Théophile Alajouanine, Albert Bezançon, Charles Laubry, André Lemierre, Albert Sézary, Jacques Tréfouël, Bibliothèque de philosophie scientifique, 1943
- Les grandes découvertes françaises en biologie médicale de 1877 à nos jours, avec Léon Binet, René Dujarric de la Rivière, Antoine Lacassagne, André Lemierre, Pierre Mollaret, Flammarion, Bibliothèque de philosophie scientifique, 1949
- Correspondance de Pasteur, annotée, 1952
- Images de la vie et de l'œuvre de Pasteur, 1956
- Lettres de Claude Debussy à sa femme Emma, 1957
- Tel était Claude Debussy, 1958
- Louis Pasteur; a great life in brief, 1958
- Pasteur inconnu, 1959

### Souvenirs et réflexions
- Pour la terre de France, par la douleur et la mort, 1916
- Les grands problèmes de la médecine contemporaine, fondateurs et doctrines, Flammarion, Bibliothèque de philosophie scientifique, 1936
- Héros de l'esprit français, 1952
- Science et Humanisme, avec Léon Bérard, 1956
- Médecine à l'échelle humaine, 1959
- Médecine d'hier et d'aujourd'hui, Paris, Albin Michel, coll. « Les savants et le monde », 1962, 181 p. (BNF 33129912)
- Mémoires d'un non-conformiste, 1966 et 1970 (édition nouvelle)

### Médecine
- Maladies des reins, dans le Nouveau traité de Médecine de Vidal et Lemierre, 1929
- Hypersensibilités spécifiques dans les affections cutanées, avec Mlle Heiman, 1930
- Les phénomènes de choc dans l'urticaire, avec L. Rouquès, 1931
- Maladies des reins, dans Précis de pathologie médicale, 1932
- Les Migraines, avec Jean Hamburger, 1935
- L’anaphylaxie expérimentale et humaine, avec G. Mauric et A. Holzter, 1937
- Comment traiter l'asthme de l'adulte, 1953
- Précis des maladies des reins, 1959
- Traité d'allergie, 1963

### Correspondance
- Maurice Ravel, L'intégrale : Correspondance (1895-1937), écrits et entretiens : édition établie, présentée et annotée par Manuel Cornejo, Paris, Le Passeur Éditeur, 2018, 1769 p. (ISBN 978-2-36890-577-7 et 2-36890-577-4, BNF 45607052) Contient 1 correspondance à Hélène Jourdan-Morhange sur la santé de Maurice Ravel (1934) n°2471